# Kursendas Mulji
Karsandas Mulji (25 de julio de 1832 – 28 de agosto de 1871) fue un periodista, reformador social y administrador.
Fue alumno del Elphinstone College y periodista gujarati educado en inglés, con una profunda aversión por la autoridad religiosa institucional y una inclinación por leer sermones cristianos. 
Karsandas Mulji fue designado por el Gobierno de Bombay de la India Británica de Victoria para administrar el estado de Kathiawar en 1867.   

## Antecedentes familiares y sociales
Nacido en una familia Gujarati Vaishnav, fue criado por la tía de su madre después de perder a su madre cuando era bastante joven. Karsandas asistió a Elphinstone College para su educación y participó en los eventos de Gnan Prasarak Mandal. Karsandas comenzó a trabajar como periodista en 1851, cuando Dadabhai Naoroji creó el periódico anglo-gujarati Rast Goftar .  Más tarde fue repudiado por su familia debido a sus opiniones sobre el matrimonio en segundas nupcias de las viudas.  Una visita a Inglaterra por negocios relacionados con el comercio del algodón, que no tuvo éxito, le acarreó la excomunión de su casta debido a la noción prevaleciente en aquellos tiempos sobre cruzar los mares .  

## Vida profesional
Mulji solía escribir anteriormente para las revistas Rast Goftar y Stribodh, pero los lectores de estas revistas se limitaban en su mayoría a los parsis .  Narmadashankar Lalshankar, conocido popularmente como Narmad, Mahipatram Rupram y Karsandas Mulji eran miembros de Buddhivardhak Sabha .  Fue nombrado miembro de la Universidad de Bombay. También fue miembro de la Real Sociedad Asiática de Gran Bretaña e Irlanda . 
Descontento con el limitado número de lectores de estas revistas, con la ayuda de Mangalbhai Naththubhai, Mulji fundó en el año 1855 un periódico gujarati llamado Satyaprakash dirigido a los hindúes ortodoxos . Lo editó mientras Rustomji Ranina era el editor. Sin embargo, Satyprakash se publicó sólo durante seis años antes de cerrar en 1861 y disolverse más tarde en Rast Goftar, el mismo periódico que había abandonado anteriormente debido a su menor audiencia.  Sus artículos se dirigían a líderes  de la casta hindú General y atacaban las costumbres y prácticas sociales y religiosas. Mulji abordó diversas cuestiones sociales como la educación femenina, el gasto excesivo de dinero en bodas pomposas, ceremonias nupciales y el ritual funerario de golpearse el pecho. 

## Biografías
Mahipatram Rupram Nilkanth escribió su biografía en gujarati titulada Uttam Kapol Karsandas Mulji Charitra (1877) con un bosquejo introductorio en inglés. Karsandas Mulji: A Biographical Study (1935) es otra biografía crítica escrita por B. N. Motiwala.  

## Muerte
Según la Enciclopedia Británica de 1911  su muerte ocurrió el 28 de agosto de 1871.   La Biblioteca Municipal Karsandas Mulji Matheran lleva su nombre en su honor.

## En la cultura popular
Su película biográfica titulada Maharaj se estrenó en 2024. En ella, Siddharth P. Malhotra dramatiza el histórico caso de difamación de Maharaj de 1862, en el que los jueces imperiales británicos median una disputa entre la reforma progresista y el conservadurismo religioso en un país sometido.  

## Lectura adicional
- Karsandas Mulji (1865). History of the Sect of Maharajas or Wallabhacharyas of Western India. Trübner.
- Doctrines of Pushtibhaktimarga: A True representation of the views of Sri Vallabhacharya. ISBN <bdi id="mwAT4">978-93-82786-37-5</bdi>. Archived at https://archive.org/details/libel_case/page/n13/mode/2up?view=theater

- Datos: Q6446525
- Multimedia: Karsandas Mulji / Q6446525